# Museu de Arte Contemporânea de Americana
O Museu de Arte Contemporânea de Americana (MAC) é uma instituição pública municipal subordinada à Secretaria de Cultura e Turismo da cidade de Americana, interior do estado de São Paulo, Brasil. Fundado em 1978, conserva um acervo de aproximadamente 300 obras, de artistas modernos e contemporâneos. Promove mostras periódicas, eventos culturais e atividades educativas e mantém uma biblioteca especializada em artes. Sedia anualmente o Prêmio Revelação de Artes Plásticas, concurso de âmbito nacional voltado à produção contemporânea.

## História
O Museu de Arte Contemporânea de Americana surgiu inicialmente como uma subdivisão do Museu Histórico Pedagógico Municipal Dr. João da Silva Carrão, em 1978. Em 9 de junho de 1982, foi constituído juridicamente como museu independente, tendo como missão a manutenção dos acervos municipais de artes plásticas e a realização de atividades culturais voltadas ao incremento da educação relativa ao patrimônio histórico e artístico junto à população local.
O museu foi instalado a princípio nas dependências da Biblioteca Municipal Professora Jandira Basseto Pântano. Posteriormente, foi transferido para um edifício anexo à biblioteca, onde funcionaria ininterruptamente até 1991. Desativado por um ano, o museu foi reinaugurado em 18 de setembro de 1992, com novos espaços destinados a exposições, oficinas e palestras. Por ocasião da reinauguração, sediou uma importante mostra, com a participação de artistas como Antônio Henrique Amaral, Emanoel Araújo, Rômulo Fialdini, Marcelo Grassmann, Arcangelo Ianelli, Evandro Carlos Jardim, Maurício Nogueira Lima e Tomie Ohtake, entre outros.
Atualmente, o MAC encontra-se localizado junto ao complexo do Centro de Cultura e Lazer Poeta António Zoppi, onde funcionam também a Escola de Música Heitor Villa Lobos e as oficinas de teatro e dança da prefeitura municipal. Desde o ano 2000, o museu oferece atendimento didático permanente a estudantes em visita às exposições temporárias, tendo como foco de abordagem as diferentes possibilidades da arte contemporânea.

## Atividades culturais e acervo
O museu mantém convênios com instituições congêneres, promove mostras temporárias, exibições de filmes, palestras, cursos e outras atividades. Sua principal realização é o Prêmio Revelação de Artes Plásticas, concurso anual voltado à produção contemporânea. As premiações, distribuídas em diversas categorias, constituem uma das principais formas de ampliação do acervo.
A coleção do museu conta com aproximadamente 310 obras catalogadas. É composta por pinturas, gravuras, desenhos, esculturas, fotografias, instalações e outros suportes, produzidos por artistas modernos, contemporâneos e primitivos, de expressão regional ou nacional, tais como Flávio Abuhab, Adriana Rocha, Nilson Vaz, Maria Lúcia Cattani, Arcângelo Ianelli, Leda Catunda, Figueiredo Sobral, Eduardo Miotto, etc. O MAC também conta com uma biblioteca especializada em artes visuais, com livros, vídeos, catálogos, enciclopédias e periódicos.